# شورش دوم سیمیتقو شکاک
شورش دوم سیمیتقو شکاک یک شورش کوتاه مدت گروهی از کردها در ایران بود که در سال ۱۹۲۶ میلادی به رهبری اسماعیل سیمیتقو از ایل شکاک رخ داد.

## پیشینه
شورش نخست سیمیتقو شکاک در سال‌های پایانی دودمان قاجار انجام شد که نتیجه آن کشتار و غارت مردمان محلی شامل آشوری‌ها، علوی‌ها و حتی کردها توسط شورشیان بود. این شورش نهایتاً توسط ارتش ایران سرکوب شد. سردارسپه رضاخان پهلوی که در حال افزایش قدرت خود بود پس از مدتی در سال ۱۹۲۴ میلادی سیمیتقو را بخشید و به او اجازه بازگشت به ایران داده شد. سیمیتقو نیز به ایران بازگشت و در سال ۱۹۲۵ میلادی به دولت ایران سوگند وفاداری ابدی ابراز نمود. با این حال در سال‌های بعد سیمیتقو با دیگر ایل‌ها کرد مانند هرکی و بیگ‌زاده وارد اتحاد شد و پس از تقویت موقعیت خود دوباره دست به شورش زد.

## شورش
شورش در اکتبر ۱۹۲۶ میلادی و با محاصره شهر سلماس توسط سیمیتقو آغاز شد. مدت کوتاهی بعد نیروهای نظامی ایران که از ارومیه و خوی عازم شده بودند خود را به کمک شهر رساندند. در نبردی که شکل گرفت نیمی از شورشیان کرد به سیمیتقو خیانت کردند و شورش شکست خورد. خود او نیز بقیه یارانش را تنها گذاشت و به عراق تحت قیمومت بریتانیا گریخت.

## پسایند
در سال ۱۹۳۰ میلادی فرمانده ارتش ایران به سیمیتقو که در دهکده بارزان مخفی شده بود پیام داد و خواستار ملاقات با او در اشنویه شد. سیمیتقو پس از مشورت با یارانش تصمیم گرفت به این ملاقات برود. او به همراه خورشیدآقا هرکی در اشنویه به منزل سرهنگ نوروزی رفتند. سرهنگ نوروزی سیمیتقو را قانع کرد تا برای پیشواز فرمانده ارتش به حومه شهر بروند اما این یک تله بود. سیمیتقو در شامگاه ۳۰ ژوئن ۱۹۳۰ میلادی در این تله گرفتار شد و جان سپرد.